# John David Thrower
John David Thrower (* 5. November 1951 in North Battleford, Saskatchewan) ist ein kanadischer Komponist.
John David Thrower besuchte bereits als Kind mit seinem Vater Jazz-Clubs, wo dieser als Hobby-Saxophonist auftrat. Er erlernte das klassische Klarinettenspiel und studierte in Toronto Komposition bei John Weinzweig und Gustav Ciamaga, wo er sich mit allen Kompositionstechniken vertraut machte. Er spielte in verschiedenen Orchestern, belegte das Fach Dirigieren und war mit 22 Jahren der jüngste Dirigent der Universität Toronto, der das Repertoireorchester dirigierte. 1979 erhielt er den 1. und 2. Preis beim CBC-Radiowettbewerb für Komposition.
In den frühen 1980er Jahren galt er als „Shooting star“ der „zeitgenössischen Musik“ in Kanada. Seine Werke wurden gemeinsam mit Komponisten wie John Cage, Luciano Berio und anderen aufgeführt. Dabei beobachtete er, wie sich die zeitgenössische Musik immer mehr von den Zuhörern entfernte und nur noch einem kleinen Teil von Zuhörern zugänglich war. Inzwischen war er nach Europa übergesiedelt. Hier studierte er bei Myroslav Kolinski, einem Schüler des Musikethnologen Gustav Helmholz.
John David Throwers Musik lässt sich nicht leicht einordnen, da sie von vielen Stilen beeinflusst ist: von Klassik, Jazz, Filmmusik, Minimal Music, über Ethnoeinflüsse bis hin zur modernen Musiksprache des 20. Jahrhunderts.
Durch seine kompositorische Offenheit erhält jedes Stück eine individuelle Handschrift. Seine Werke sind anspruchsvoll und virtuos. Sie verbinden Tiefe und Popularität, ohne banal zu sein, und es ist eine große Intensität und Energie zu spüren. Diese Musik wird einer neuen Stilrichtung, dem „Klassik-fusion“ zugeordnet.

## Diskographie
- True Colours; erschienen 2006 bei Classic Concert Records; Mitwirkende: Salzburg Solisten (Orchester), Ewald Donhoffer (Dirigent), John Thrower (Komponist)
- Rhythms Of Life; erschienen 2006 bei Classic Concert Records; Mitwirkende: Momoko Kamiya (Marimba), John Thrower (Komponist, Dirigent), Salzburg Solisten (Orchester), Kassandra Dimopoulou (Soprano)